# Edificio Ferrer
El edificio Ferrer es un edificio de viviendas situado en la calle Cirilo Amorós número 29 de la ciudad de Valencia (España), dentro de la trama ortogonal del primer Ensanche desarrollado a partir del 'Proyecto de Ensanche para la Ciudad de Valencia' de 1884. Su estilo arquitectónico es el modernismo valenciano.
El proyecto es obra del arquitecto Vicente Ferrer Pérez, que fue redactado en abril de 1907 y construido a lo largo de 1908. El encargo fue realizado por su padre para la residencia de su familia, con lo que una de las viviendas sería para el propio autor. Está declarado como Bien de Relevancia Local con identificador número 46.15.250-217.

## Descripción
El edificio se implanta sobre un solar recayente a dos calles con solución de esquina en chaflán, con una forma poligonal irregular de cinco lados y 421 metros cuadrados de superficie. La edificación, como ya hemos indicado, busca la alineación en fachada dejando un patio al interior.
El programa es básicamente el residencial, desarrollado con ocho viviendas. La planta general se estructura con un zaguán centrado en chaflán, donde al fondo se sitúa el núcleo de comunicaciones verticales, con una escalera de tres tramos que sirve a dos viviendas por planta, dispuestas en cuatro alturas, esto es; planta baja, piso principal y dos plantas altas.
La escalera está iluminada mediante ventanas que dan al patio de luces y por una montera superior, y a este espacio recaen algunas dependencias de la vivienda. Es de destacar el cuidado diseño de barandillas, pasamanos, rejas y carpinterías, donde se incorpora la estética sezessionista, a través de elementos vegetales geométricos que recuerdan a hojas y naranjas. 
La vivienda incorpora destacadas innovaciones en su distribución ya que está desarrollada en torno al corredor, y separa la zona de comer con la de dormir. La ventilación de todos los dormitorios es directa y las cocinas ventilan al patio a través de galerías acristaladas. Presenta la novedad de incorporar los aseos y los baños a las zonas principales y a fachada. Las zonas nobles se distinguen por su decoración modernista basada en zócalos de madera, frisos y escayolas. Los pavimentos son hidráulicos y de nolla, decorados con motivos geometrizantes. Las estancias están pintadas con dibujos estilizados en la misma línea.
En la fachada se recoge, hasta el mínimo detalle, el carácter innovador de Ferrer, a pesar de que se resuelve con la tradicional diferenciación de huecos en el tratamiento de los pisos. Respecto a la tipología residencial coetánea, se elimina el entresuelo, y de este modo el primer piso adquiere la consideración de principal, merced a la presencia de los balcones y miradores.
Cada una de las tres fachadas sigue un esquema compositivo autónomo, con un eje de simetría central en torno al que gravita una distribución con predominio de ritmos verticales de huecos y volúmenes, rematada por un cuerpo curvo. Se articulan mediante la ruptura de las esquinas, resueltas con cuerpos intermedios retranqueados que incorporan ventanillas estrechas y alargadas, coronadas con un motivo decorativo vegetal de gran elegancia. El conjunto de la fachada está revocada y pintada, donde destacan una serie de elementos decorativos de materiales pétreos, cerámicos y realizados en obra, que no distorsionan el carácter unitario de la obra proporcionado por las sólidas bases compositivas. La profusión de motivos imperiales esquematizados, el uso de azulejos de damero blanco y verde y la guirnalda de cerámica vidriada que corona el edificio son elementos de un lenguaje que se adscribe plenamente a la Sezession, que se incorpora con toda su pureza, tanto en los elementos decorativos empleados, la forma adoptada y los materiales empleados.
La estructura está ejecutada con muros portantes de fábrica de ladrillo con arcos de descarga y viguetas metálicas con bovedillas de albañilería recibidas con yeso. El revoco exterior pintado se adorna con elementos pétreos y cerámicos. La rejería de forja incluye motivos vegetales y geométricos.
Los parámetros compositivos y ornamentales se pueden adscribir a las Sezession vienesa y a la escuela de Glasgow, donde se percibe la influencia de Joseph Maria Olbrich y Mackintosh. Probablemente, Ferrer conoce la obra de estos autores a través de los trabajos del italiano Raimondo D'Aronco y de Peter Behrens en la Exposición Internacional de Arte Decorativo Moderno de Turín de 1902, en un certamen que se convierte en el auténtico difusor a escala europea de las aportaciones de la escuela austriaca y escocesa. Vicente Ferrer tiene conciencia del lenguaje de Turín y adopta una selección de modelos que se acercan más a posiciones de vanguardia que a los historicismos. Concretamente trabaja sobre la incorporación de una línea geometrizante y el intento de totalización estética de la obra, con un cuidado especial por el diseño interior y una gran preocupación por las artes menores.

## Galería

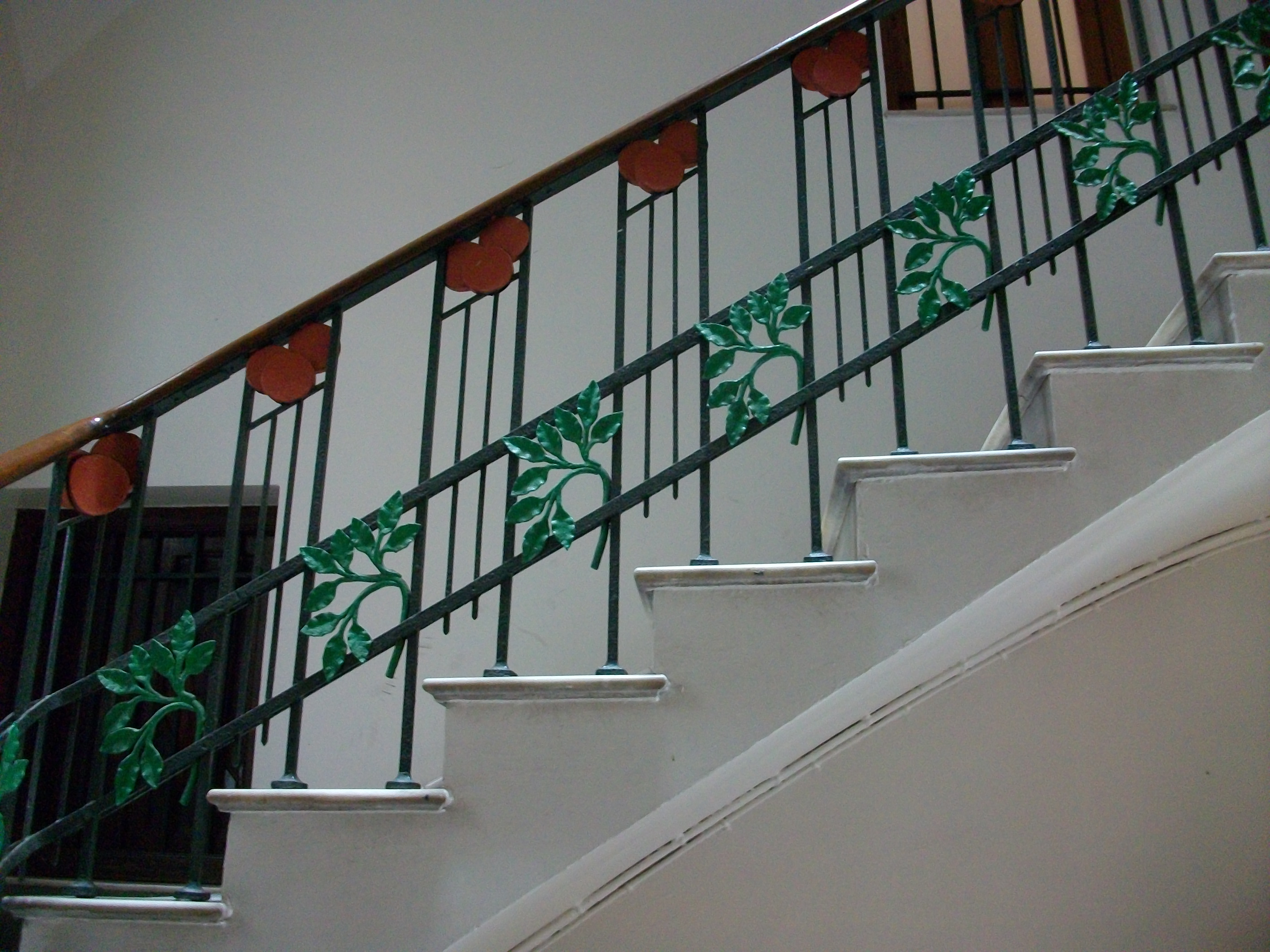
Detalle de la escalera
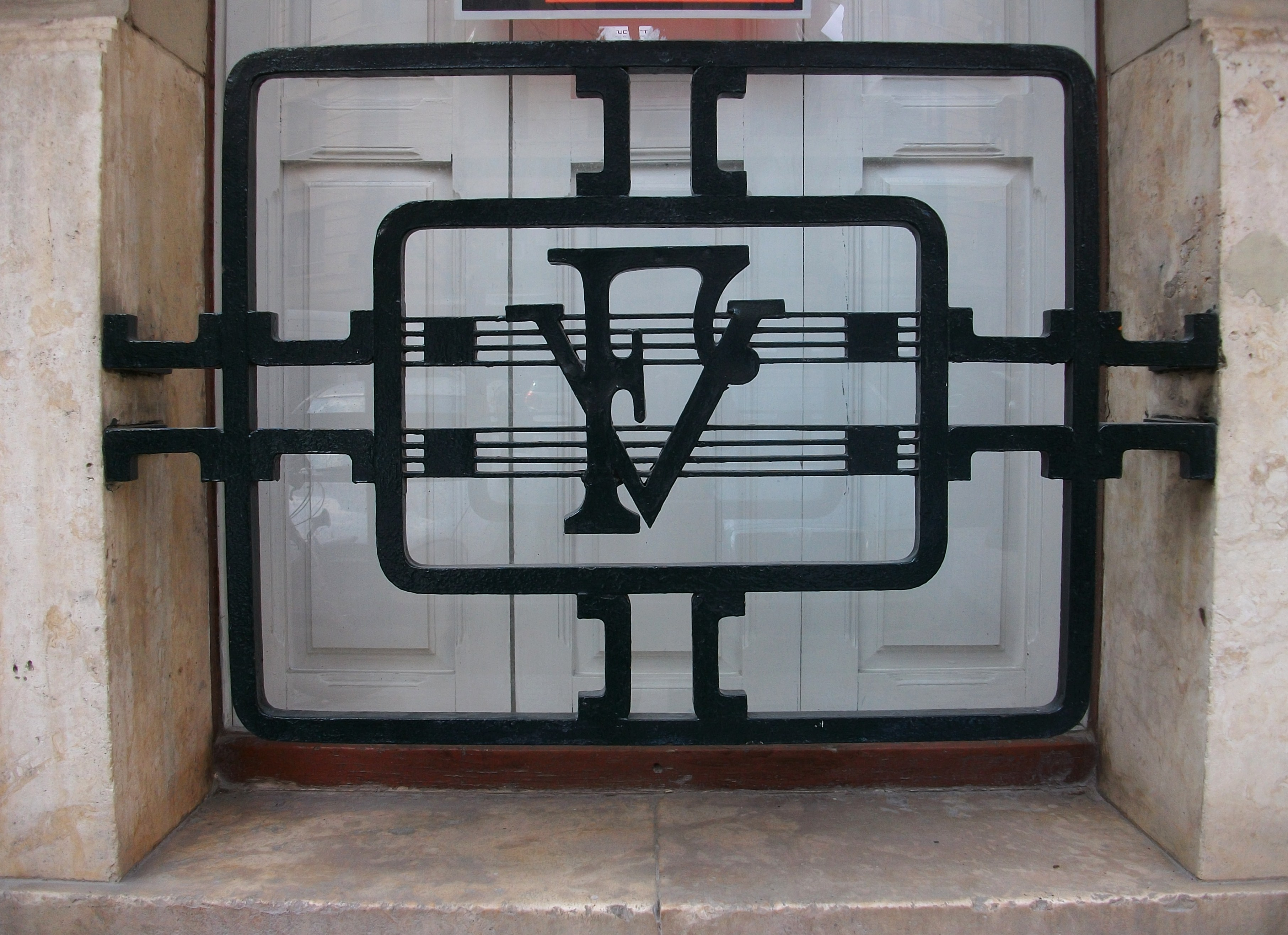
Forjados exteriores
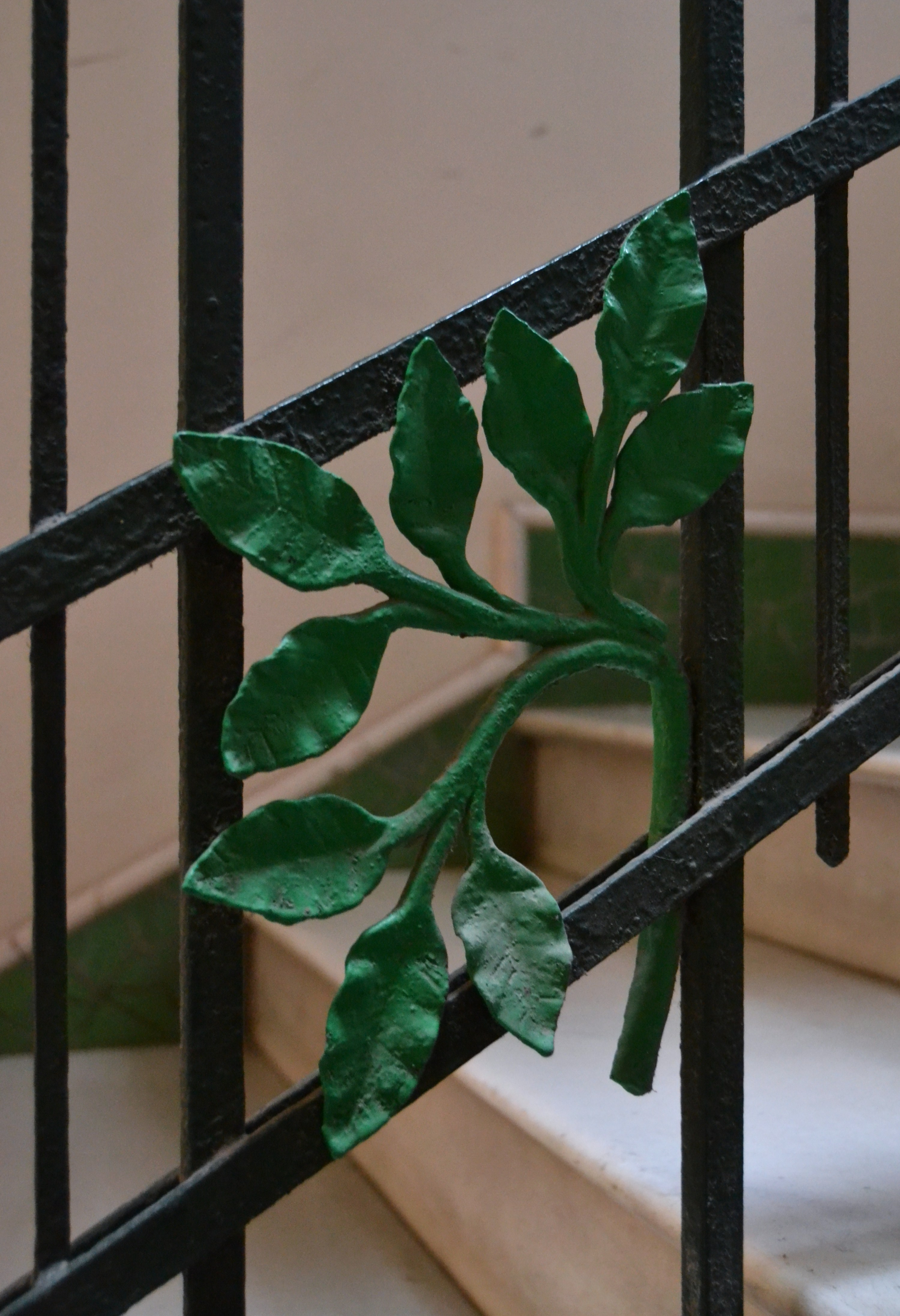
Detalle de la barandilla de la escalera
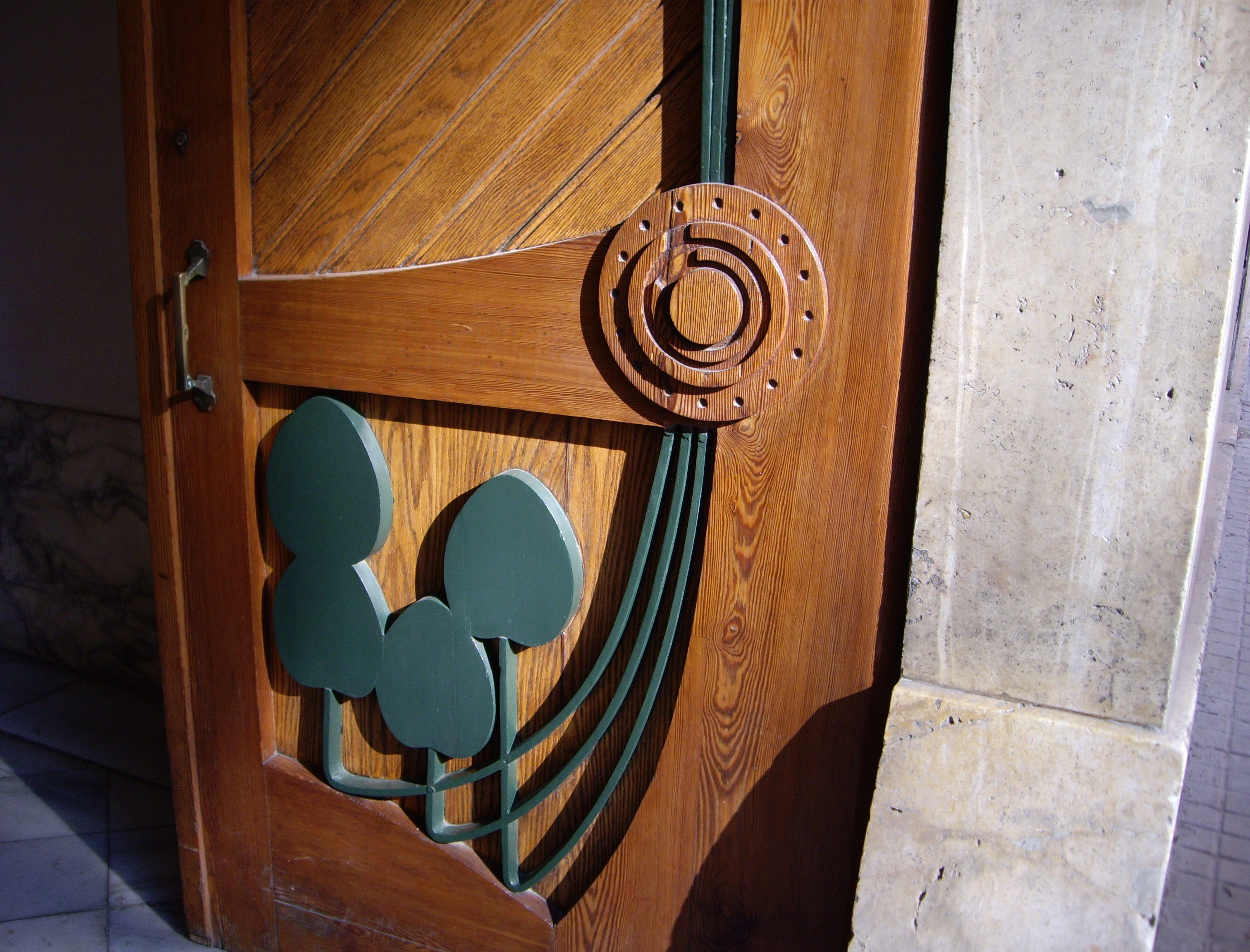
Detalle de la puerta
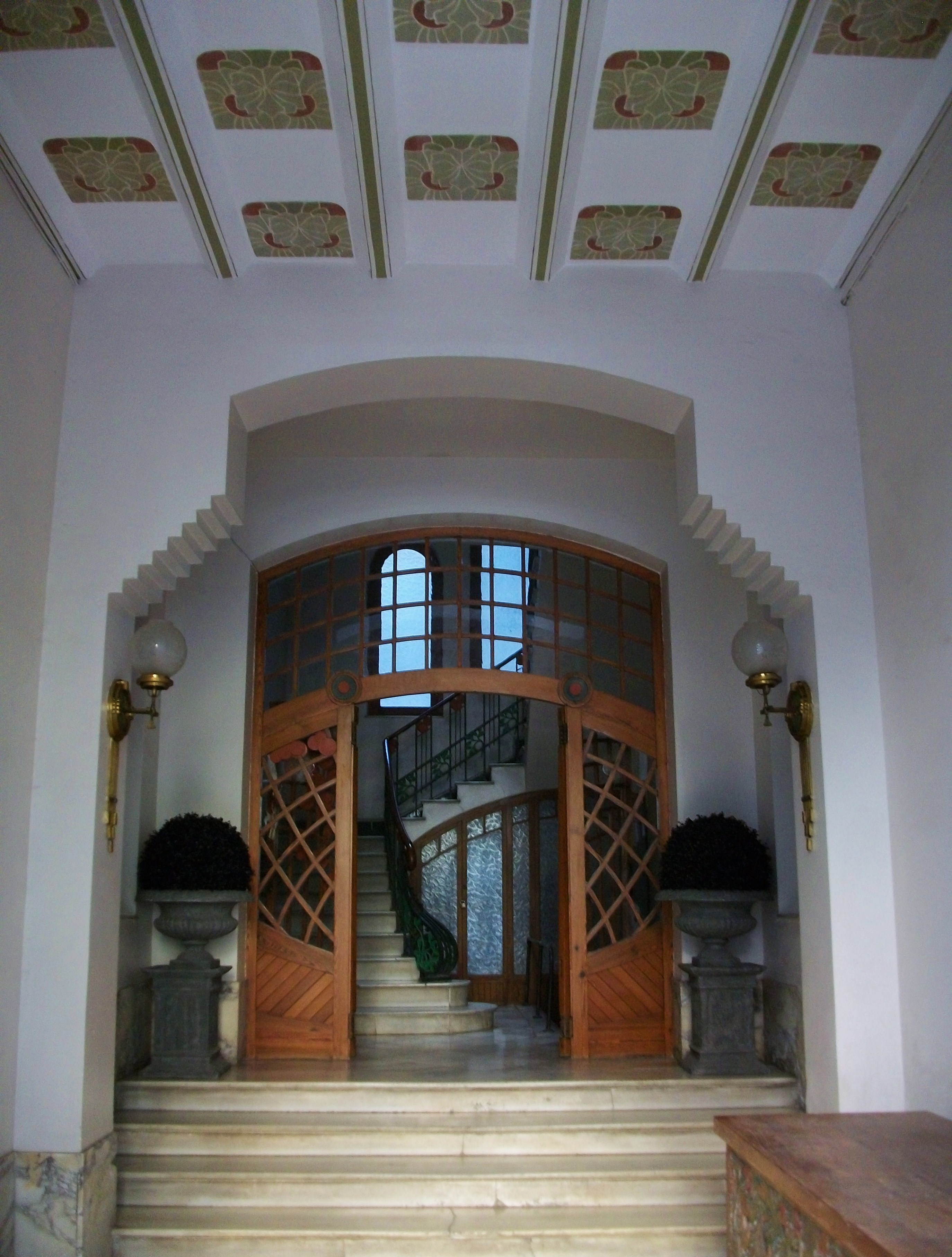
Vestíbulo
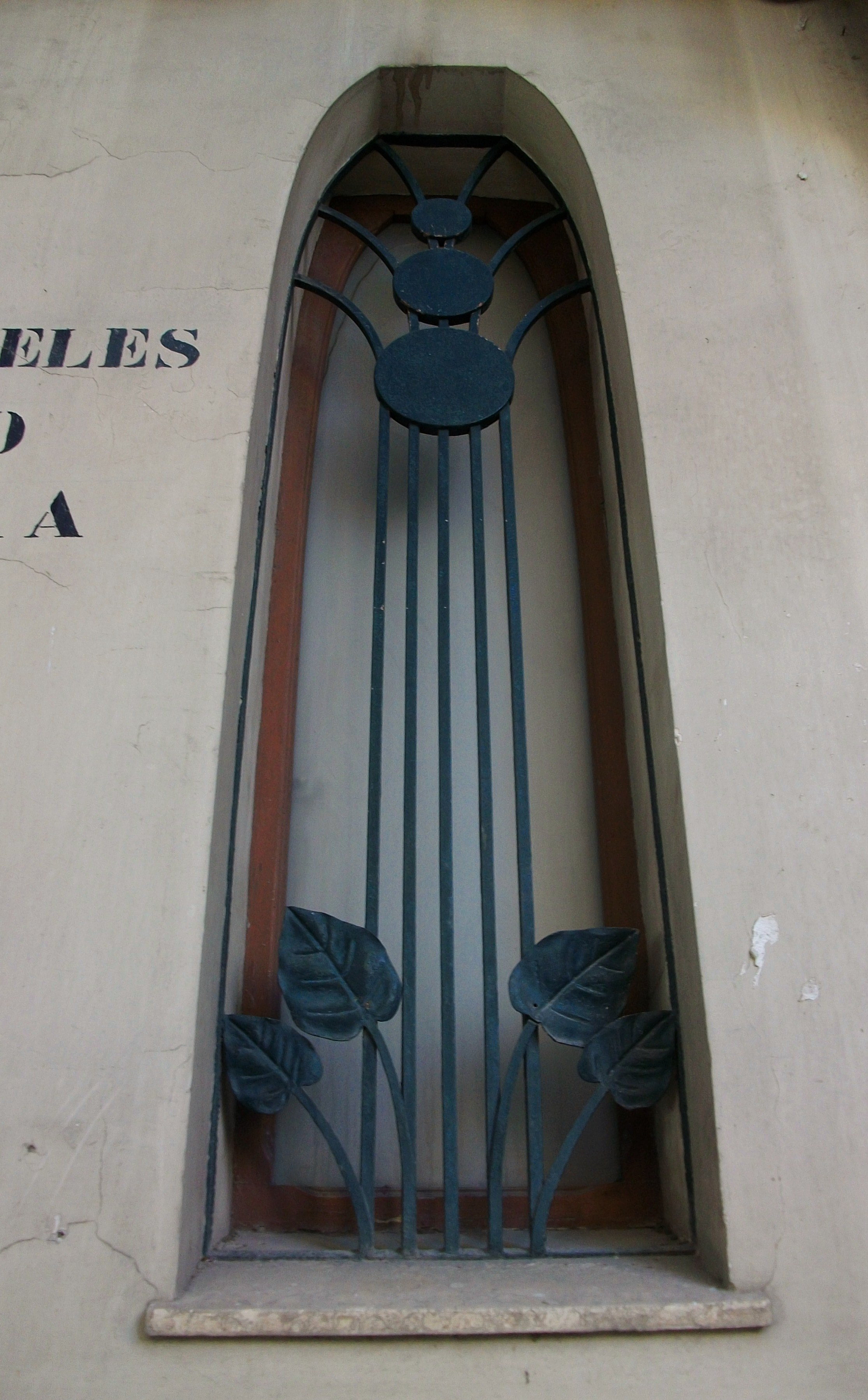
Ventana exterior